# Donenkeng I
Donenkeng I est une localité du Cameroun, située dans l'arrondissement de Bafia, le département du Mbam-et-Inoubou et la région du Centre.

## Population
En 1966, Donenkeng I comptait 299 habitants, principalement des Bafia. Lors du recensement de 2005, on a dénombré 990 personnes.

## Personnalités liées à Donekeng
- Dieudonné Alaka (1987-2023), réalisateur et producteur, est né à Donenkeng.